# Дроздовский, Семён Иванович
Семён Иванович Дроздовский (1869 — ?) — русский военный деятель, генерал-майор. Герой Русско-японской войны, участник Первой мировой войны. Георгиевский кавалер.

## Биография
В службу вступил в 1887 году после окончания Симферопольской мужской гимназии. В 1890 году после окончания Елисаветградского кавалерийского юнкерского училища по I разряду произведён в корнеты и выпущен в 16-й драгунский Глуховский полк.
В 1894 году произведён в поручики, в 1896 году  в штабс-ротмистры, в 1900 году в ротмистры — старший адъютант штаба 1-го кавалерийского корпуса. С 1901 года обер-офицер Елисаветградского кавалерийского училища.
С 1904 года участник Русско-японской войны, временно состоял в распоряжении генерал-квартирмейстера полевого штаба Наместника на Дальнем Востоке. С 1904 года подполковник — командовал сотней и разведывательным дивизионом. За боевые отличия в период войны был награждён орденами Святого Владимира 4-й степени с мечами и бантом и Святой Анны 4-й степени с надписью «За храбрость». Высочайшими приказами от 14 марта 1906 года и  13 марта 1908 года за храбрость награждён Золотым оружием с надписью «За храбрость» и орденом Святого Георгия 4-й степени.
С 1906 года командир 2-го полевого жандармского эскадрона. В 1908 году за отличие по службе произведён в полковники. С 1911 года командир Туркменского конного дивизиона. С 1914 года участник Первой мировой войны — командир Туркменского конного полка. С 1915 года генерал-майор — командир 2-й Заамурской конной бригады. С 1916 года командир 1-й бригады Заамурской конной дивизии. 12 октября 1916 года уволен от службы по болезни.

## Награды
- Орден Святого Станислава 3-й степени (ВП 1900)
- Орден Святой Анны 3-й степени (ВП 1904)
- Орден Святой Анны 4-й степени с надписью «За храбрость» (ВП 1904)
- Орден Святого Владимира 4-й степени с мечами и бантом (ВП 1904)
- Золотое оружие «За храбрость» (ВП 14.03.1906)
- Орден Святого Георгия 4-й степени (ВП 13.03.1908)
- Орден Святого Владимира 3-й степени с мечами (ВП 1911; мечи — ВП 09.09.1915)
- Орден Святого Станислава 1-й степени с мечами (ВП 18.08.1916)